# Rauchkögerl
Das Rauchkögerl ist ein 1809 m ü. A. hoher Berg in der Goldberggruppe der Zentralalpen im österreichischen Bundesland Salzburg.

## Lage und Umgebung
Der Gipfelbereich des Rauchkögerls liegt zwischen den Gemeinden Dorfgastein im Südosten und Lend im Norden und Westen. Etwa 250 m südlich des Gipfels des Rauchkögerls erhebt sich der 1805 m ü. A. hohe Gipfel des Kreuzkögerls. Am Rauchkögerl entspringt der Wegmachergraben, ein linksseitiger Nebenbach der Gasteiner Ache. Nordwestlich des Gipfels steht die Drei-Waller-Kapelle. Die zur Ortschaft Unterberg gehörende Huberalm erstreckt sich an den östlichen Hängen.
Der Weitwanderweg Salzburger Almenweg führt über den Berg. Am Rauchkögerl befindet sich eine Stempelstelle für Wandernadeln des Österreichischen Alpenvereins (ÖAV). Es zählt zu den 55 Gipfeln des Gasteinertals, für deren vollständige Besteigung der Gasteiner Gipfelkranz vergeben wird, die höchste Klasse der Gasteiner Wandernadeln des ÖAV.

## Geologie
Das Rauchkögerl besteht aus Calcit-Marmor und Kalkschiefer („Klammkalk“) des nördlichsten Tauernfensters (Penninikum).

## Flora und Fauna

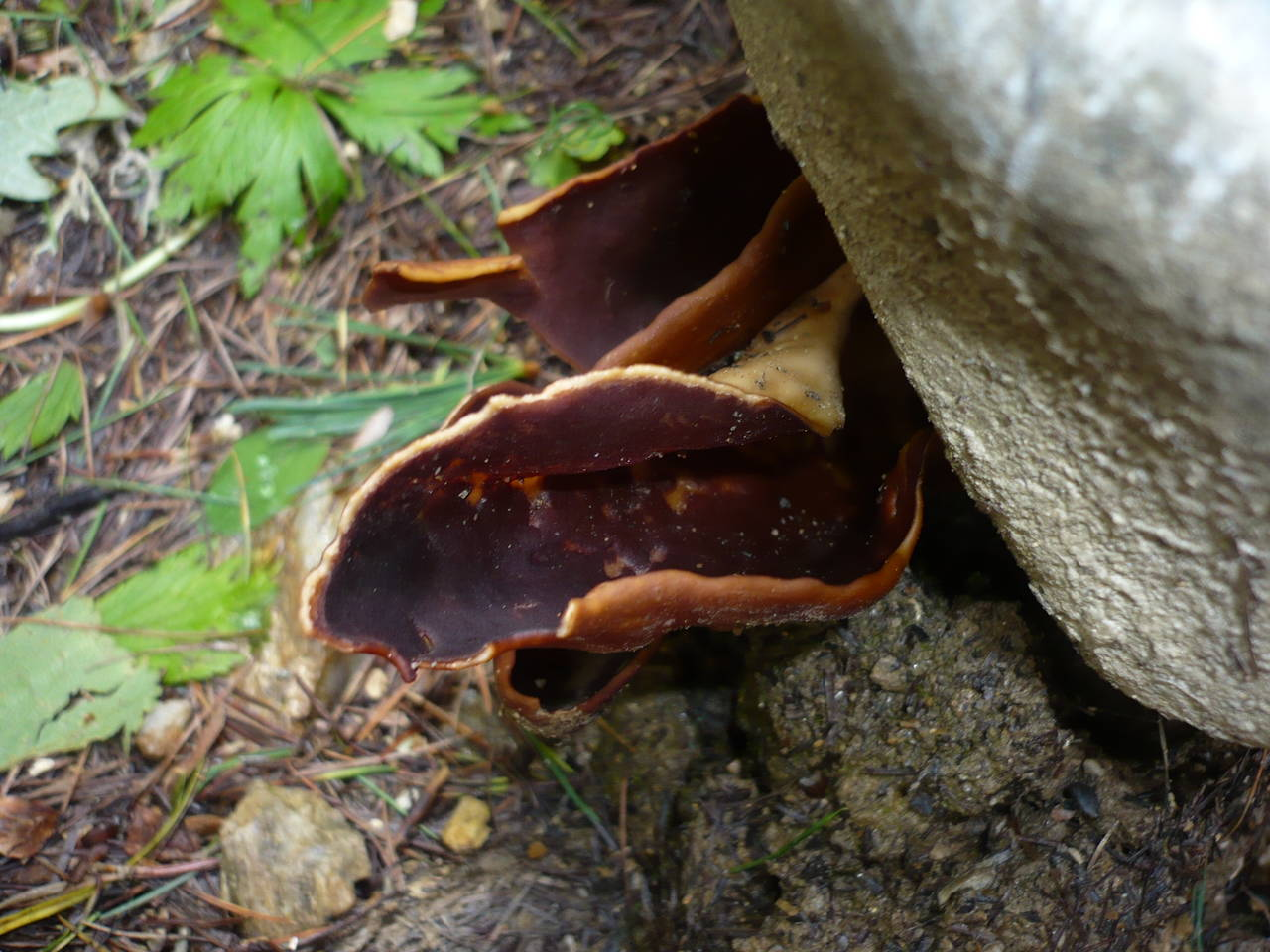
Öhrling-Art Otidea auricula am Rauchkögerl

Zwischen dem Rauchkögerl und dem Kreuzkögerl im Süden liegt ein Kleinseggenried. An den südlichen Hängen in der Nähe des Rauchkögerl-Gipfels erstrecken sich die Gamswild-Ruhezonen Kreuzkögerl und Lehenalm, die von 1. Dezember bis 31. Mai nicht betreten werden dürfen.